# Grado Rankine
| Conversione da   | a             | Formula                 |
| ---------------- | ------------- | ----------------------- |
| grado Fahrenheit | grado Rankine | °R = °F + 459,67        |
| grado Celsius    | grado Rankine | °R = °C × 1,8 + 491,67  |
| kelvin           | grado Rankine | °R = K × 1,8            |
| grado Réaumur    | grado Rankine | °R = °r × 2,25 + 491,67 |

Il grado Rankine (°R) è un'unità di misura della temperatura assoluta, definita come 1⁄180 della differenza tra il punto di ebollizione dell'acqua pura e il punto triplo della stessa, alla pressione standard di 101,3 kPa assoluti. Il grado Rankine, in quanto differenza di temperatura, è quindi identico al grado Fahrenheit. Deve il suo nome a William John Macquorn Rankine, ingegnere scozzese del XIX secolo. Ormai però questa scala è quasi in disuso.
Il grado Rankine si indica con °R o °Ra (rendendo con ciò facile la confusione con il grado Réaumur che si scrive °r).
Un intervallo di un grado Rankine è identico a un intervallo di temperatura di un grado Fahrenheit: per definire la temperatura in gradi Rankine si sposta solo lo zero dallo zero della scala Fahrenheit portandolo nello zero assoluto. Un incremento di un grado nella scala Rankine equivale a un incremento di un grado nella scala Fahrenheit.
Si ha pertanto: 
−459,67 °F = 0 °R (grado Rankine) = −273,15 °C (grado Celsius) = 0 K (kelvin) = −218,52 °r (grado Réaumur)
32 °F = 491,67 °R (grado Rankine) = 0 °C = 273,15 K = 0 °r (grado Réaumur).

## Nomenclatura
Nella nomenclatura scientifica internazionale si usa grado Rankine (Rankine degree); alcuni autori però preferiscono parlare di "rankine" (R) senza "grado" in analogia col kelvin.